# Bildungszentrum St. Konrad
Das Bildungszentrum St. Konrad Ravensburg (benannt nach dem heiligen Konrad von Konstanz) in Ravensburg an der Grenze zu Weingarten ist ein Schulzentrum, das einen Kindergarten, eine Grund- und Werkrealschule, eine Realschule und ein allgemeinbildendes Gymnasium umfasst. Der Unterricht basiert auf dem Marchtaler Lehrplan.
Träger ist seit 1. August 2020 die „Schulstiftung Bildungszentrum St. Konrad Ravensburg“. Bis dahin waren es die im Verein „Katholisches Schulwerk Ravensburg/Weingarten e. V.“ organisierten Eltern der Schüler.

## Geschichte
Nach Abschaffung der öffentlichen Bekenntnisschulen in Baden-Württemberg wurde durch das „Aschermittwochgesetz“ vom 8. Februar 1967 die Gesetzesgrundlage geschaffen, private Bekenntnisschulen zu gründen.
Da viele Eltern ihre Kinder weiterhin in einer katholischen Schule unterrichten lassen wollten, wurde schon im Mai 1967 auf Anregung seines späteren 1. Vorsitzenden, des Ravensburger Rechtsanwalts Erwin Besenfelder, der Trägerverein unter dem damaligen Namen „Freies Katholisches Modellschulwerk Ravensburg/Weingarten e. V.“ gegründet.
Die Stadt Ravensburg überließ dem Verein ein 1,2 ha großes Baugrundstück, das Land Baden-Württemberg sicherte die Kostenübernahme zu. Das Gelände lag auf dem ehemaligen Burachhof, der 1924 vom jüdischen Ehepaar Ludwig und Fanni Erlanger erworben und seither bewirtschaftet wurde. Im Jahr 1926 wurde ihr Sohn Peter, zwei Jahre später ihre Tochter Suse geboren. Nach 1933 diente der Burachhof jüdischen Jugendlichen zur Vorbereitung auf die Jugend-Alijah zur Hachschara. 1938 wurde die Familie enteignet und der Hof fiel an die Stadt Ravensburg. Die Familie flüchtete nach Israel in den Moschav Shitufi Schawe Zion.
Im Mai 1968 wurde mit den Rohbauarbeiten der Oberschwabenschule begonnen. Am 15. September 1969 wurde der Unterrichtsbetrieb mit 420 Schülern von Klasse 1 bis 6 in 12 Schulklassen und 12 Lehrern in der Baustelle aufgenommen.
Am 7. November 1970 weihte Bischof Carl Joseph Leiprecht das fertiggestellte Gebäude der „Oberschwabenschule“ ein. Im selben Jahr nahm der Kindergarten, damals noch als Vorschule, seine Arbeit auf. 1972 nahmen die Realschule und das Gymnasium den Lehrbetrieb in provisorischen Holzbaracken auf. Im Herbst 1975 bezogen sie ihr neues Gebäude.
Die Grundschule konnte 1976 in ihr neues Gebäude einziehen. Bischof Georg Moser weihte am 26. November 1976, dem 1001. Todestag des Bischofs Konrad von Konstanz, das Bildungszentrum auf den Namen „Bildungszentrum St. Konrad“.

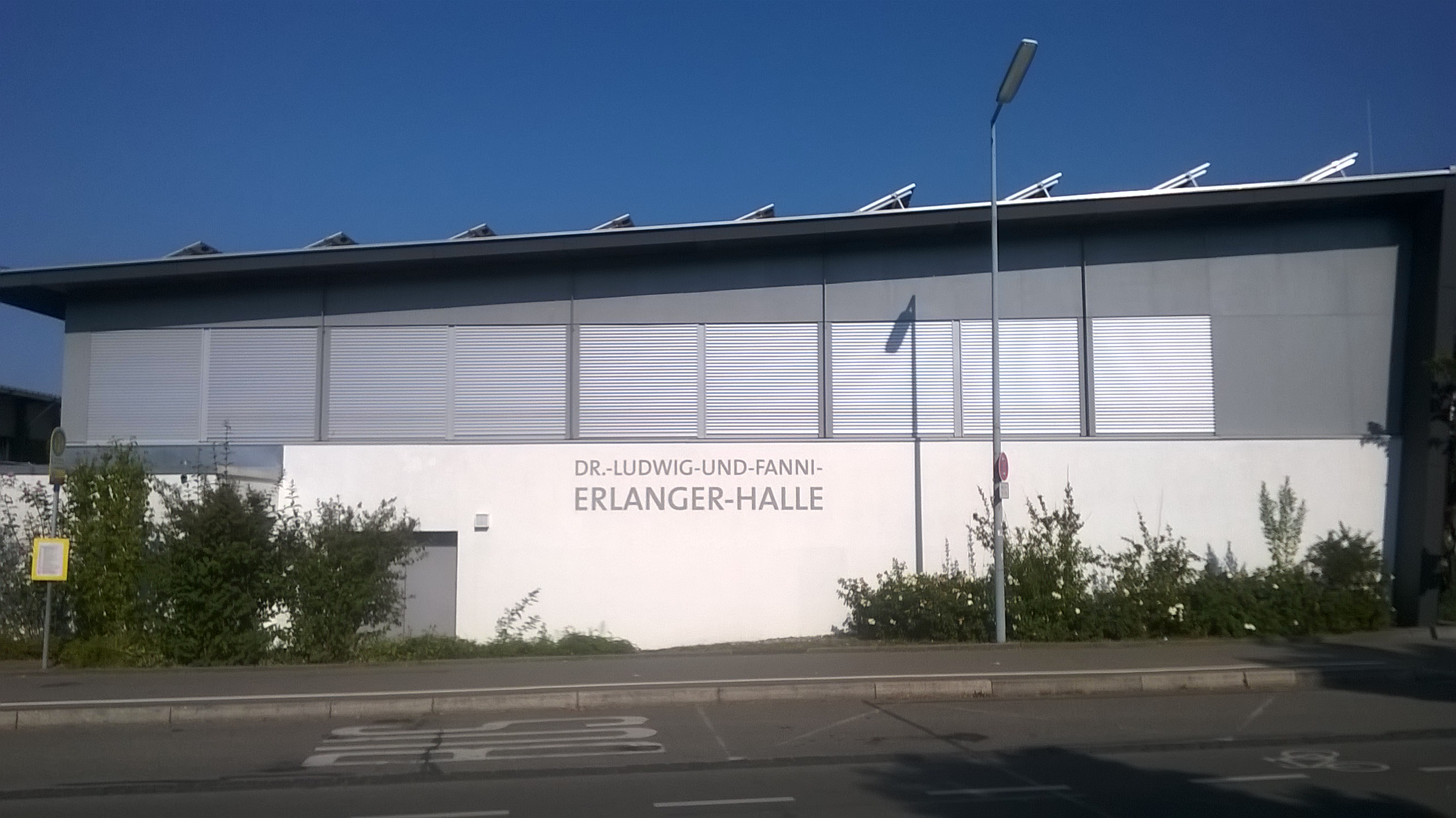
Dr.-Ludwig-und-Fanni-Erlanger-Halle

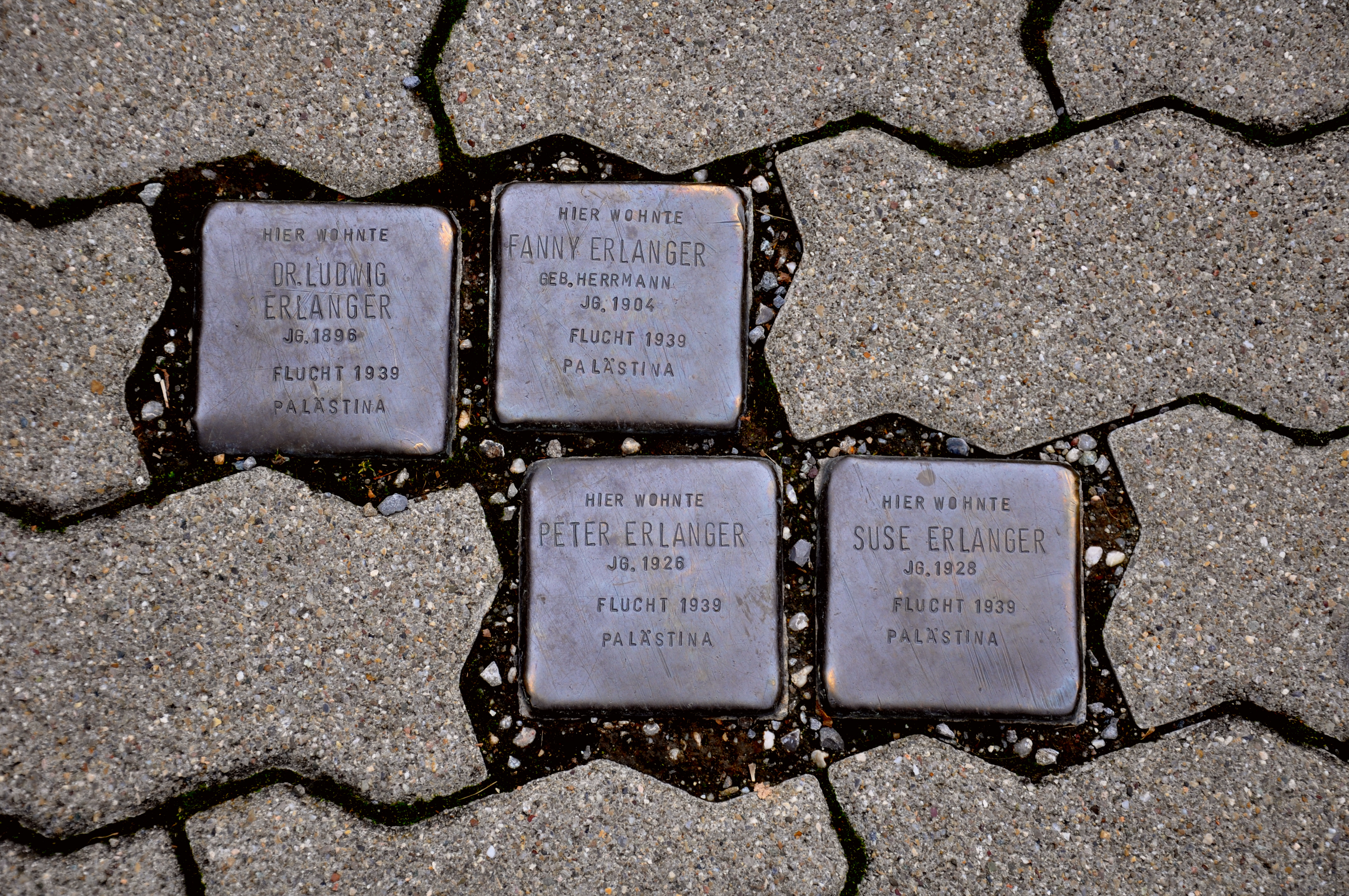
Stolpersteine auf dem Schulhof

Am 5. März 2004 wurde die neue Sport- und Festhalle eingeweiht. Am 13. September 2006 wurde diese im Beisein des Sohns der vertriebenen Familie, Pinchas Erlanger, dessen Ehefrau Elma sowie deren Enkel Roi und Urenkel Ejal der Name „Dr.-Ludwig-und-Fanni-Erlanger-Halle“ gegeben. An diesem Tag hat der Kölner Künstler Gunter Demnig vor dem Eingang der Halle für jedes vertriebene Familienmitglied der Erlangers je einen Stolperstein verlegt.

## Katholischer Freier Kindergarten
Den Kindergarten besuchen aufgeteilt in vier Gruppen ungefähr 100 Kinder. Die Erziehung wird nach dem Marchtaler Kindergartenplan durchgeführt.

## Katholische Freie Grund- und Werkrealschule
Die Grund- und Werkrealschule ist mit ca. 900 Schülern, die in 34 Klassen aufgeteilt sind (in der Grundschule werden die Klassen fünfzügig bzw. sechszügig sowie in der Werkrealschule zweizügig und zweimal dreizügig geführt) und von 60 Lehrpersonen unterrichtet werden, die größte Einrichtung des Bildungszentrums.
Der Marchtaler Plan ist für die Schule seit 11. November 1987 durch Bischof Georg Moser verbindlich festgelegt.
Die Schüler können nach der 9. Klasse den Hauptschulabschluss und seit dem Schuljahr 1993/94 mit einem freiwilligen 10. Schuljahr die Mittlere Reife erlangen.
An der Grundschule gibt es eine Integrationsklasse mit geistig behinderten Kindern der Martinusschule Ravensburg.
Am Ende eines Schuljahres gibt die Schule eine Schulzeitung heraus, die über das abgelaufene Schuljahr berichtet.
In der Schule gibt es eine Theater-AG, einen Chor, das Bläserprojekt der Klassen 5 und 6 sowie anschließend eine Schulband ab Klasse 7 bis 9.

### Liste der Schulleiter
| 1969–1984 | Koloman Stumpfögger |
| 1984–1997 | Paul Rentmeister    |
| 1997–2009 | Werner Duttle       |
| 2009–2017 | Ulrich Niedermaier  |
| seit 2017 | Christa Wachter     |

### Bekannte ehemalige Schüler
- Raimund Jehle (* 1966), Agrarökonom
- Lotte (* 1995), Musikerin

## Katholische Freie Realschule
Die Schule wird in den Klassen 5 bis 8 drei-, danach vierzügig geführt. Die Schule ermöglicht den Erwerb des Zertifikates Cambridge English for Speakers of Other Languages.
Seit Anfang der 1980er-Jahre werden vier Ordensschwestern in ihrem Bemühen unterstützt, im Dorf Las Mesas in den kolumbianischen Anden die unvorstellbare Not der Kinder zu lindern. Seit 1988 der Aufenthalt für die Schwestern in Las Mesas zu gefährlich geworden ist, unterstützen diese mit Hilfe der Realschule die Notleidenden in La Rosa und Barbacoas. Hierfür wurden bis 1994 Sach- und seither Geldspenden gesammelt.

### Liste der Schulleiter
| 1972–2007 | Wolfgang Rupp |
| seit 2007 | Gerd Hruza    |

### Bekannte ehemalige Schüler
- Rainer Weishaupt (* 1971), Grafikdesigner und Karikaturist
- Walter Bauhofer (* 1963), Küchenmeister
- Benjamin Strasser (* 1987), Bundestagsabgeordneter

## Katholisches Freies Gymnasium
Im Jahr 2011 besuchten 730 Schüler das dreizügige Gymnasium und wurden von 70 Lehrern unterrichtet. Es gibt ein naturwissenschaftliches Profil mit den Sprachen Englisch und Französisch und ein sprachliches Profil mit den Sprachen Englisch, Latein und Französisch. Als Arbeitsgemeinschaften werden die Sprachen Italienisch, Spanisch und Latein angeboten. In jeder Klassenstufe gibt es eine Musikklasse, die eine besondere musikalische Förderung bekommt. Zusätzlich gibt es klassen- und jahrgangsübergreifende Musikensembles wie die Gottesdienstband „Shalom“, das „Musikalorchester“, die „Combo Seven“ und die Jazzband „Dixie Jumpers“.
Seit 1999 findet alle zwei Jahre ein Besuch der Oberstufenschüler bei der „Salvatorian Sisters Greek Catholic Highschool“ in Nazareth (Israel) statt. Diese Schule wird in der Mehrzahl von christlichen Arabern besucht. Im Jahr dazwischen kommen die Schüler aus Nazareth nach Ravensburg.
Oberstufenkurse mit geringer Nachfrage werden in Kooperation mit dem Gymnasium Weingarten oder den Gymnasien in Ravensburg durchgeführt.
An der Schule gibt es unter anderem eine Amateurfunk-AG (DK0XR), die am 17. Januar 1996 Funkkontakt mit dem deutschen Astronauten Thomas Reiter hatte, der zu dieser Zeit in der russischen Raumstation MIR (DP0MIR) arbeitete.

### Liste der Schulleiter
| 1972–1976 | Josef Funk     |
| 1976–1992 | Armin Klimmer  |
| 1992–2015 | Franz Bertrand |
| seit 2015 | Martin Wotke   |

### Bekannte ehemalige Lehrer
- Andreas Schockenhoff (* 1957; † 2014), Mitglied des Deutschen Bundestages

### Bekannte ehemalige Schüler
- Patrick von Blume (* 1969), Schauspieler
- Raimund Jehle (* 1966), Agrarökonom
- Evelyn Schlude (* 1973), Abitur 1992, Sopranistin
- Moritz Krimmer (* 2000), Basketballspieler

## Das gesamte Bildungszentrum betreffend
Das Tagesheim übernimmt die Betreuung der Schüler mit Nachmittagsunterricht während des Mittagsessens und der restlichen Mittagspause.
Im Hort werden Grundschulkinder bei Bedarf nachmittags betreut. Hierbei werden die Grundsätze des Marchtaler Plans berücksichtigt. Seit Einführung der Verlässlichen Grundschule in Baden-Württemberg werden diese Kinder auch vom Hort betreut.
In der schuleigenen Küche werden an fünf Tagen pro Woche etwa 3800 Mittagessen gekocht und von Schülern und Lehrern im direkt angrenzenden Speisesaal verzehrt.
Die Bibliothek stellt den Schülern auf 120 m² über 23.000 Printmedien zur Verfügung. Pro Jahr werden etwa 20.000 Ausleihen vorgenommen. Auch stehen hier Internet-PCs zur Verfügung.
An der Gestaltung des Rutenfestes in Ravensburg wirkt das Bildungszentrum St. Konrad auf vielfältige Weise mit. So nehmen die Schüler aller Schulen bis zur Klasse 6 am Festzug teil, mehrere Gruppen zeigen Aufführungen an der Veranstaltung „Tanzen – Spielen – Musizieren“ und die Fahnenschwingergruppe bestehend aus Trommlern, Pfeifern und Fahnenschwingern wird durch Schüler aller Schulen von Klasse 8 bis 12 gebildet und begleitet das Rutenfest die gesamte Zeit.
In einer Kooperation mit der Judoabteilung des KJC Ravensburg nehmen Schüler aller Schularten am Bundeswettbewerb der Schulen „Jugend trainiert für Olympia“ teil.
Am Bildungszentrum St. Konrad ist in Zusammenarbeit mit dem DRK-Kreisverband Ravensburg ein Schulsanitätsdienst (SSD) eingerichtet, in dem Schüler der Klassen 7 bis 12 in eingeteilten Schichten ihre Mitschüler auf Abruf sanitätsdienstlich betreuen. Die Mitglieder des SSD sind durch das DRK sanitätsdienstlich ausgebildet; sie nehmen auch an landesweiten Treffen teil und haben dort 2013 den 2. Platz beim Wettbewerb der SSD-Gruppen belegt.
Der Trägerverein hat eine pädagogische Kommission und eine theologische Kommission eingerichtet, die jeweils aus Mitarbeitern, Eltern, Schülern und Schulleitern bestehen.
Diese Gremien führen innerhalb ihres Fachthemas verschiedene Veranstaltungen durch. So haben z. B. schon Manfred Spitzer, Remo H. Largo, Joachim Bauer, Nadi Hofmann, Wolfgang Ronellenfitsch, Dirk Müller und Pierre Stutz referiert.
Seit 1979 erscheint jährlich das Jahresheft des Bildungszentrums St. Konrad zum Ende des Kalenderjahres und berichtet mit knapp 200 Seiten über Ereignisse des abgelaufenen Jahres.
Das Bildungszentrum wird überwiegend durch das Land Baden-Württemberg, die Diözese Rottenburg-Stuttgart und durch das seit dem Ende der 1990er-Jahre erhobene Schulgeld finanziert.

### Liste der Vorstände des Trägervereins
| 1967–1976 | Erwin Besenfelder |
| 1976–1983 | Rudolf Lochmeyer  |
| 1983–1993 | Erwin Besenfelder |
| 1993–2008 | Hubert Ehmann     |
| seit 2008 | Franz Ehrat       |

Mitbegründer des Trägervereins sind
- Erwin Besenfelder (* 1931; † 2015), Rechtsanwalt
- Wolfgang Marcus (* 1927; † 2016), Hochschullehrer und Politiker

### Liste der Leiter des Bildungszentrums
| 1976–1992 | Armin Klimmer  |
| 1992–2015 | Franz Bertrand |
| seit 2015 | Gerd Hruza     |